# Кузнєцова Ольга Геннадіївна
Ольга Геннадіївна Кузнєцова (до шлюбу — Клочнєва; нар. 17 листопада 1968, Куйбишев, СРСР) — радянська і російська стрільчиня з пневматичного пістолета. Чемпіонка Олімпійських ігор 1996 року. Заслужений майстер спорту Росії (1996).

## Спортивна кар'єра
У стрільбу Ольга Кузнєцова прийшла в досить пізньому віці. Закінчивши музичне училище вона вирішила спробувати свої сили у стрільбі і вже через рік виконала норматив майстра спорту. А через три роки Кузнєцова стала чемпіонкою світу в командній першості у складі збірної СРСР. Але потрапити до складу збірної на Олімпійські ігри 1992 року в Барселону Ользі не вдалося.
Дебют на Олімпійських іграх для Ольги Кузнєцової відбувся 1996 року в Атланті. У змаганнях зі стрільби з пневматичного пістолета з 10 метрів вона досить несподівано для всіх у впертій боротьбі випередила свою співвітчизницю Марину Логвиненко і сильну болгарку Марію Гроздєву і стала олімпійською чемпіонкою.
Через чотири роки на Олімпійських іграх в Сіднеї Кузнєцова вирішила взяти участь у двох дисциплінах. У змаганнях з пневматичного пістолета з 10 метрів Ольга пройшла у фінал, але не змогла там скласти гідну конкуренцію і завершила виступи на 7-му місці. На дистанції 25 метрів Кузнєцова посіла 15-те місце.
2004 року на Олімпійських іграх в Афінах Кузнєцова знову виступала лише в змаганнях з пневматичного пістолета з 10 метрів. За результатами кваліфікації російській спортсменці не вистачило лише одного очка, щоб потрапити у фінальний раунд. У підсумку Кузнєцова посіла 9-те місце.
На Олімпійські ігри в Пекіні Кузнєцова не змогла відібратися, пропустивши вперед Світлану Смірнову і Наталю Падеріну. Після невдалої спроби потрапити на ігри Кузнєцова вирішила не завершувати кар'єру і продовжила підготовку до національного відбору на Олімпійські ігри 2012 року в Лондоні. За рішенням старшого тренера збірної команди А.С.Єгрищина, на цих Олімпійських іграх їй так само не судилося виступити.

## Особисте життя
Чоловік — Володимир Кузнєцов, син — Олег.
Освіта — закінчила Куйбишевське музичне училище (1987), Самарський педагогічний університет (1996), Самарську академію державного та муніципального управління (2012).

## Державні нагороди
- Орден Дружби Орден Дружби — 1996 рік.